# GSC3730-1334
GSC3730-1334 — хімічно пекулярна зоря спектрального класу A3, що має видиму зоряну величину в смузі V приблизно 10,5.